# نيكي رايلي
نيكي رايلي (بالإنجليزية: Nicky Riley)‏ هو لاعب كرة قدم بريطاني في مركز الوسط، ولد في 10 مايو 1986 في إدنبرة في المملكة المتحدة. لعب مع نادي دندي ونادي سلتيك وهاميلتون أكاديميكال.

## وصلات خارجية
- نيكي رايلي على موقع قاعدة بيانات كرة القدم.إي يو (الإنجليزية)
- نيكي رايلي على موقع Soccerbase.com (لاعب) (الإنجليزية)